# 리옹 대성당
리옹 대성당 또는 리옹 주교좌 성당(프랑스어: Cathédrale Saint-Jean-Baptiste de Lyon 카테드랄 생장바티스트 드 리옹[*])은 프랑스 리옹에 있는 로마 가톨릭교회의 성당으로 리옹 대교구의 대성당이다.

## 역사
리옹 대성당은 리옹의 초대 교구장인 성 포티노와 제2대 교구장인 성 이레네오 두 주교가 세운 것이다. 리옹 대성당은 수석대주교라는 뜻의 ‘프리미탈레(Primatiale)’라고도 불리는데, 그 이유는 1079년 교황이 리옹 대교구장에게 프랑스 왕국의 전체 대주교 가운데 가장 으뜸가는 전(全) 갈리아의 수석대주교라는 칭호를 하사했기 때문이다.